# بيتيس فاليمبانغ
كانت عملة باليمبانج بيتيس (وتُكتب أيضًا بيتجيس ) عملة أصدرتها سلطنة فاليمبانغ من القرن السابع عشر حتى عام 1825 عندما حُلّت السلطنة واستولت الحكومة الاستعمارية لجزر الهند الشرقية الهولندية على أراضيها. كانت العملة تتكون من عملات معدنية من سبائك القصدير منخفضة القيمة، والتي كانت تُتداول في الغالب بكميات كبيرة. ونظرًا لعدم وجود دار سك مركزية، غالبًا ما كانت صناعة البيتيس غير متسقة وكانت تُزوَّر باستمرار.

## التاريخ

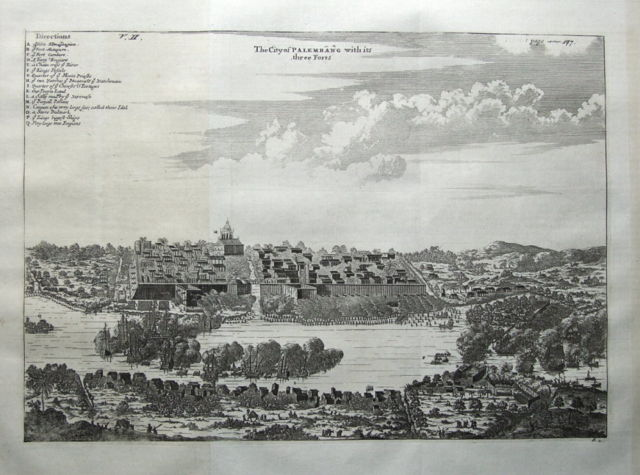
مدينة باليمبانج المسورة حوالي عام 1659.

أصبحت باليمبانج، مثل بنتن، سلطنة مستقلة عندما تراجعت سلطنة ديماك بعد وفاة السلطان ترينجانا في عام 1546. وبعد ذلك، من ستينيات القرن السادس عشر إلى عشرينيات القرن السابع عشر، أصبحت فاليمبانج مشاركًا تجاريًا نشطًا في منتجين رئيسيين في المنطقة، الفلفل والقصدير. وخلال مسار هذه التجارة، تداولت عملات معدنية من سلطنات محلية مختلفة في فاليمبانج، وهي بنتن وسياك وكامبار وجمبي، بالإضافة إلى العملات النقدية الصينية التي كانت متداولة بالفعل في الأرخبيل. يرجع تاريخ أقدم عملات باليمبانج إلى هذه الفترة، والتي كانت عبارة عن تقليد قصدير للعملة الصينية بأحرف صينية تُترجم صوتيًا "بانجران" أو "سلطان" إلى بانجلان (邦闌) وسوتان (史丹) على التوالي، ويرجع تاريخها إلى ما بين عامي 1600 و1658. تبع ذلك إصدار بنقش عربي جاوي مكتوب عليه "علامة سلطان" (علامة سلطان)، ويرجع تاريخه إلى ما بين عامي 1658 و1710. شهد النصف الثاني من القرن السابع عشر احتكارًا متزايدًا لشركة جزر الهند الشرقية الهولندية (VOC) في تجارة الفلفل والقصدير. وقد أدى ذلك إلى تقويض شبكة التجارة الإقليمية بشدة وتقويض ازدهار السلطنات المحلية. وأصبحت العملات المحلية نادرة في باليمبانغ، باستثناء العملات المعدنية التي سُكت في باليمبانغ نفسها. إلى جانب عملة البيتيس، شهدت أوائل القرن الثامن عشر أيضًا إصدار عملة شركة الهند الشرقية الهولندية (VOC duiten) والدولار الإسباني، والتي تداولوها أيضًا في فاليمبانغ.
حوالي عام 1710، اكتشفت رواسب القصدير في جزيرة بانغكا، والتي كانت جزءًا من سلطنة فاليمبانغ في ذلك الوقت. أدى الاكتشاف إلى فائض من القصدير تداولوه في شكل سبائك من قبل السلطنة ووفر المواد اللازمة لعملات معدنية منخفضة الفئة بكميات كبيرة. تتكون عملات القرن الثامن عشر في سلطنة باليمبانج من سلسلتين منفصلتين من العملات المعدنية. الأولى هي عملات السلطان صغيرة الحجم التي تحمل نقوش جاوي، والثانية هي عملات معدنية أكبر حجمًا تحمل نقوشًا صينية. يُعتقد عمومًا أن العملات المعدنية ذات الطراز الصيني، والتي سكت لمجتمعات التعدين الصينية في بانغكا، كانت متداولة فقط في بانغكا. ومع ذلك، كانت لبانغكا في ذلك الوقت علاقات وثيقة مع إدارة مدينة باليمبانج ويبدو أن العملات المعدنية ذات الطراز الصيني قد سكت أيضًا في المدينة. من المرجح جدًا أن العملات المعدنية ذات الطراز الصيني كانت متداولة جنبًا إلى جنب مع عملات السلطان داخل المناطق الأساسية في باليمبانج.
في عام 1812، فقدت فاليمبانغ مصدرها للقصدير عندما احتلت القوات البريطانية جزيرة بانغكا. أصبحت الجزيرة ملكية هولندية اسمية بعد المعاهدة الأنجلو هولندية عام 1814 و تسلمت رسميًا إلى الهولنديين في عام 1816. حوالي عشرينيات القرن التاسع عشر، ثار السلطان محمود بدر الدين الثاني ضد الهولنديين وهزمه الجنرال الهولندي هندريك مريكوس دي كوك في عام 1821. جرد الهولنديون محمود من سلطاته ونفوه إلى تيرنات في نفس العام. في عام 1825، سيطر الهولنديون على فاليمبانغ تحت الإدارة الهولندية المباشرة. كان آخر بيتيس مؤرخ في فاليمبانغ من عام 1804، ومن المفترض أن الإنتاج الإضافي توقف بحلول عام 1825.

## التصنيع
كان إنتاج فاليمبانغ من العملات المعدنية محدودًا نسبيًا قبل عام 1710، إلا أن فائض القصدير ساهم في توسيع سك العملة في الولاية. صُبّت عملات البيتي بنفس طريقة صُنع العملات النقدية الصينية: صُبّ القصدير المنصهر أولًا في قوالب، مما أدى إلى تشكيل "أشجار العملات". ثم كُسِرت كل عملة على حدة وصُقلت لتدوير حوافها، مع أن بقايا سيقان العملات الناتجة عن التلميع غير الدقيق شائعة في عملات البيتي في باليمبانج. وأخيرًا، استُخدم قالب لسك العملة بالنقش المناسب.
شكلت العملات الرسمية التي أصدرها السلطان جزءًا واحدًا فقط من إجمالي العملات المتداولة في باليمبانج، حيث أصبحت صناعة العملات المزيفة صناعة رئيسية. كان من الممكن أن يصنع العملات المزيفة أي شخص تقريبًا لديه إمكانية الوصول إلى إمدادات القصدير في باليمبانج خلال فترة فائض القصدير. هناك تقارير عن عقوبات شديدة ضد المزورين، ولكن نظرًا لأن جودة العملات الرسمية نفسها كانت غالبًا غير متسقة بسبب عدم وجود تصنيع مركزي، فقد يكون من الصعب التأكد مما إذا كانت عينة معينة رسمية أم غير مصرح بها. تشمل التناقضات الشائعة الحجم والوزن والنقوش (والتي كانت عرضة للتشوه بشكل خاص في الأنواع المبكرة).

## الأنواع
تتكون جميع عملات باليمبانج بيتيس من عملات معدنية مصنوعة من سبائك القصدير والرصاص، باستثناء إصدار واحد من النحاس. يحتوي كل نوع على نقش على الوجه مع ظهر فارغ. تحتوي معظمها على العبارة العربية في بلد ڤلمبڠ في بلاد باليمبانج ("في أرض فاليمبانغ") مكتوبة بخط جاوي، وبعضها تضمن سنة سك باستخدام العصر الهجري أو Anno Hegirae (AH). يمكن تقسيم العملات المعدنية إلى فئتين: عملات معدنية بدون ثقب تسمى pitis buntu وعملات معدنية ذات ثقب تسمى pitis teboh، والتي تضمنت تقليدًا نقديًا صينيًا. وبغض النظر عن المتغيرات، فإن بعض الأنواع المعروفة التي تنتجها دار سك العملة الرسمية في باليمبانج هي كما يلي:

### بيتيس بونتو
| نقش                       | نقش                                | سنة سك العملة | سنة سك العملة              | صورة | السلطان الحاكم                                                                                       |
| جاوي                      | الكتابة بالحروف اللاتينية          | أه            | م                          | صورة | السلطان الحاكم                                                                                       |
| ------------------------- | ---------------------------------- | ------------- | -------------------------- | ---- | --- |
| ڤلمبڠ ؟                   | ؟ باليمبانج                        | -             | (حوالي 1750 أو 1812–1816 ) |      | - محمود بدر الدين الأول جايو ويكرامو (1724–1757)، أو - محمود بدر الدين الثاني (1804–1813، 1818–1821) |
| السلطان في بلد ڤلمبڠ ؁١١٩٣ | السلطان في بلاد بالمبانج صنعت 1193 | 1193          | 1779/80                    |      | محمد بهاء الدين (1776–1803)                                                                          |

### بيتيس تيبوه
| نقش                                | نقش                                                  | سنة سك العملة | سنة سك العملة     | صورة | السلطان الحاكم                                                                     |
| جاوي                               | الكتابة بالحروف اللاتينية                            | أه            | م                 | صورة | السلطان الحاكم                                                                     |
| ---------------------------------- | ---------------------------------------------------- | ------------- | ----------------- | ---- | ---------------------------------------------------------------------------------- |
| 邦闌㒷宝                           | بانجلان إكسينجباو (الماندرين) بانغلان هينغبو (هوكين) | -             | (حوالي 1600–1658) |      | - بانجيران مادي أنجسوكو (1595–1629)، حتى - سري سوسوهونان عبد الرحمن (1659-1706)    |
| 史丹利寶                           | شودان لوبو (لغة الماندرين) الشيطان (هوكين)           | -             | (حوالي 1600–1658) |      | - بانجيران مادي أنجسوكو (1595–1629)، حتى - سري سوسوهونان عبد الرحمن (1659-1706)    |
| علامة سلطان                        | علامة سلطان                                          | -             | (حوالي 1658–1710) |      | - سري سوسوهونان عبد الرحمن (1659–1706)، حتى - محمد منصور جايو إنج لاجو (1706–1718) |
| الوصول إلى بلد ڤلمبڠ دار السلام    | درب في بلاد باليمبانج دار السلام                     | -             | (حوالي 1710–1778) |      | - محمد منصور جايو إنغ لاغو (1706–1718)، حتى - محمد بهاء الدين (1776–1803)          |
| علامت في بلد ڤلمبڠ دار السلام ؁١١٦٢ | علامات في بلاد باليمبانج دار السلام صنعت 1162        | 1162          | 1749/50           |      | محمود بدر الدين الأول جايو ويكرامو (1724–1757)                                     |
| هذا فلوس في بلد ڤلمبڠ ؁١١٩٨         | حدث فولوس في بلاد باليمبانج صنعت 1198                | 1198          | 1783/84           |      | محمد بهاء الدين (1776–1803)                                                        |
| السلطان في بلد ڤلمبڠ ؁              | السلطان في بلاد باليمبانج صنعت (تاريخ)               | 1200–1204     | 1785–1789/90      |      | محمد بهاء الدين (1776–1803)                                                        |
| مصروف في بلد ڤلمبڠ ١٢١٩            | معروف في بلاد باليمبانج 1219                         | 1219          | 1804/5            |      | محمود بدر الدين الثاني (1804–1813، 1818–1821)                                      |

## سعر الصرف
كانت بيتيس فاليمبانغ عملةً منخفضة القيمة، تُقَيَّم وتُبادَل بكميات كبيرة مع الدويتين (العملة الهندية الهندية) والدولار الإسباني. كانت البونتو والتيبوه متماثلتين في القيمة، ويختلفان فقط في وحداتهما الجماعية. كانت البيتيس بونتو تُجمَّع في طرود ملفوفة بأوراق الشجر. يُعرف الطرد الذي يحتوي على 250 قطعة باسم "كوبات" (الكوفات)، وقيمة الكيجر الواحد تعادل 20 دوتين. دولار جزءًا منه. كانت تُجمّع أوراق البيتي تيبوه في خيوط باستخدام قطعة من الرتان أو الخيوط، على غرار النقود الصينية. يُعرف الخيط الذي يحتوي على 500 قطعة باسم "كوكوك" (چوچق)، وقيمته تالي واحد يعادل عملتين كيجر. وحدات القيمة المعروفة وأسعار صرفها موضحة أدناه.
| بيتيس باليمبانج | بيتيس باليمبانج | بيتيس باليمبانج    | بيتيس باليمبانج | مركبات عضوية متطايرة | الدولار الإسباني |
| وحدة            | وحدة            | التكافؤ            | # قِطَع           | مركبات عضوية متطايرة | الدولار الإسباني |
| --------------- | --------------- | ------------------ | --------------- | -------------------- | ---------------- |
| ريال            | حقيقي           | 2 جامبل            | 4000            | 320                  | 1                |
| جمفل            | جامبل           | 2 سوكو             | عام 2000        | 160                  |                  |
| سوكو            | سوكو            | 2 تالي             | 1000            | 80                   |                  |
| تالي            | تالي            | 2 كيجر             | 500             | 40                   |                  |
| كجر             | كيجر            | (1 كوبات أو كوكوك) | 250             | 20                   |                  |
| -               | -               | ( كوبات أو كوكوك)  | 125             | 10                   |                  |

## ملحوظات
1. ↑  Mitchiner (2012:35-36) identified the characters for "pangeran" as 邦㒷 and annotate them as pang lan. However, this seems to be a mistranscription, as the character 㒷 (a simplified variant of 興) is not known to have pronunciation similar to lan in any varieties of Chinese.
2. ↑  The stylized lettering of this coin is difficult to read. The few writers who have reviewed this coin only agreed on the "Palembang" part.[27][28]
3. ↑  According to Robinson (2015).
4. ↑  According to Mitchiner & Yih (2013:43)
5. ↑  Mitchiner (2012:35) noted that some source attributed this coin to Cirebon, such as Millies (1871:53-54, Plate XV), but recent evidence suggests Palembang as the more likely issuer.
6. ↑  Idem
7. ↑  Mitchiner (2012:36) noted that some source attributed this coin to Jambi, such as Millies (1871:109), but recent evidence suggests Palembang as the more likely issuer.

### الفهرس
- Aelst, Arjan van (1995). "Majapahit Picis: The Currency of a "Moneyless" Society 1300–1700". Bijdragen tot de Taal-, Land- en Volkenkunde (بالإنجليزية). 151 (3): 357–393. DOI:10.1163/22134379-90003037. JSTOR:27864677. Archived from the original on 2023-02-11.
- Bucknill، John A. S. (1931). The Coins of the Dutch East Indies: An Introduction to the Study of the Series. Asian Educational Services. ISBN:8120614488.
- Gumilar, Agung (2021). "Use of Malay-Arabic Scriptures of Jawi/Pegon in Number of Ancient Metal Currencies in Indonesia from Pre-Independence to Early Independence". Al-Urwatul Wutsqo: Jurnal Ilmu Keislaman Dan Pendidikan (بالإندونيسية). 2 (1). ISSN:2747-0105. Archived from the original on 2023-04-08.
- Hall، D. G. E. (1968). A history of South-east Asia, 3rd edition. ISBN:9781349165216. مؤرشف من الأصل في 2022-03-23.
- Hartill, David (2017). A Guide to Cash Coins (بالإنجليزية). New Generation Pub. ISBN:978-1787192997. Archived from the original on 2023-04-07.
- Millies, Henricus Christiaan (1871). Recherches sur les monnaies des indigènes de l'archipel Indien et de la pèninsule Malaie (PDF) (بالفرنسية). La Haye: M. Nijhoff. Archived from the original (PDF) on 2024-03-27.
- Mitchiner، Michael (2012). "Coin Circulation in Palembang (Sumatra), circa AD 1710 to 1825. Including Coins made in Banten, Siak, Kampar, Indragiri, Jambi, Palembang and Batavia" (PDF). Journal of the Oriental Numismatic Society. ج. 213: 22–38. ISSN:1818-1252. مؤرشف من الأصل (PDF) في 2024-02-25.
- Mitchiner، Michael؛ Yih، Tjong Ding (2013a). "Coin Circulation in Palembang (Sumatra), circa AD 1710 to 1825. Sultanate coins minted at Palembang" (PDF). Journal of the Oriental Numismatic Society. ج. 215: 30–43. ISSN:1818-1252. مؤرشف من الأصل (PDF) في 2024-02-25.
- Mitchiner، Michael؛ Yih، Tjong Ding (2013b). "Coin Circulation in Palembang (Sumatra), circa AD 1710 to 1825. Coins Minted for the Mining Communities on Bangka Island" (PDF). Journal of the Oriental Numismatic Society. ج. 217: 27–46. ISSN:1818-1252. مؤرشف من الأصل (PDF) في 2024-02-25.
- Netscher, Elisa; Chijs, Jacobus Anna (1855). De munten van Nederlandsch Indië, beschreven en afgebeeld (بالهولندية). Lange. pp. 167–170, plate XXIII. Archived from the original on 2023-04-08.
- Robinson، Frank S. (2015). Palembang Coins. Verity Press International. OCLC:925366115. مؤرشف من الأصل في 2023-04-06.
- Wicks، Robert S. (1983). A Survey of Native Southeast Asian Coinage Circa 450–1850: Documentation and Typology. Cornell University. OCLC:220653588. بروكويست 303266404. مؤرشف من الأصل في 2025-01-20. {{استشهاد بكتاب}}: templatestyles stripmarker في |المعرف= في مكان 1 (مساعدة)
- Yih، Tjong Ding (2010). "Tiny pitis inscribed "Shi-Dan" (Sultan) from Palembang" (PDF). Journal of the Oriental Numismatic Society. ج. 204: 27–31. ISSN:1818-1252. مؤرشف من الأصل (PDF) في 2024-02-25.
- Yih، Tjong Ding (2011). "Palembang picis inscribed 'Alamat Sultan'" (PDF). Journal of the Oriental Numismatic Society. ج. 209: 32–35. ISSN:1818-1252. مؤرشف من الأصل (PDF) في 2024-02-25.